# Explozie de raze gama
În astronomia cu raze gama, o explozie de raze gama (sau gamma)  (din limba engleză gamma-ray burst, GRB) este o sursă scurtă și intensă de raze gama asociată cu o explozie extrem de energică care are loc în galaxiile îndepărtate. Sunt cele mai luminoase evenimente electromagnetice care apar în Univers. Exploziile pot dura de la zece milisecunde până la câteva ore. După o sclipire inițială de raze gama, o „lumină de după” (afterglow) cu o viață mai lungă este emisă de obicei la lungimi de undă mai mari (raze X, ultraviolete, optice, infraroșii, microunde și radio).
Originea exploziilor de raze gama nu a fost încă complet clarificată. Se crede că radiația intensă a celor mai multe explozii de raze gama observate este eliberată atunci când o supernovă sau o supernovă superluminoasă suferă un colaps gravitațional brusc și se transformă într-o stea neutronică sau într-o gaură neagră.
Fenomenul poate fi detectat numai dacă razele sunt îndreptate direct spre Terra.
Termenul „explozie de raze gama” a devenit probabil obișnuit deoarece sateliții Vela au fost proiectați și echipați pentru a detecta radiațiile gama din exploziile armelor nucleare. Radiația electromagnetică cu energii fotonice în intervalul keV și mai mare este adesea denumită radiație gama dacă sursa și originea acesteia sunt necunoscute. Explozii de raze gama au fost detectate în secret de sateliții Vela în 1967, abia în 1973 informațiile au fost declasificate și publicate.
Prima explozie de raze gama la care a fost detectată o „lumină de după”, GRB 970228, a fost observată la 28 februarie 1997 și a durat aproximativ 80 de secunde. Obiectul se află la 8,12 miliarde de ani lumină distanță față de Pământ.
GRB 090423 este cel mai vechi obiect astronomic detectat vreodată, la 13 miliarde de ani lumină distanță față de Pământ.